# Neri Oxman
Neri Oxman (en hebreo: נרי אוקסמן‎; 6 de febrero de 1976) es una arquitecta israelí-estadounidense, diseñadora, y profesora en el MIT Media Lab, donde dirige el grupo de investigación Mediated Matter. Es conocida por el arte y la arquitectura que combinan diseño, biología, computación e ingeniería de materiales.
Su trabajo incorpora diseño ambiental y morfogénesis digital, con formas y propiedades que son determinadas por sus contextos. Acuñó la frase "ecología material" para definir su trabajo, colocando a los materiales en contexto. Sus marcas de estilo incluyen superficies de colores brillantes y texturizadas con estructura en muchas escalas, y materiales compuestos cuya dureza, color y forma varían sobre un objeto. Los resultados son a menudo diseñados para ser llevados o tocados, e inspirados por la naturaleza y la biología.
Muchos de losproyectos de Oxman usan impresión 3D y técnicas de fabricación. Incluyen el Silk Pavilion, hilado por gusanos de seda en un marco de nailon, Ocean Pavilion, una plataforma de fabricación a base de agua que construyó estructuras de quitosano,
G3DP, la primera impresora 3D para vidrio ópticamente transparente y un conjunto de vidrio producido por ella, y colecciones de ropa impresa en 3D y utilizables en espectáculos de alta costura.
Ha realizado exhibiciones en el Museo de Arte Moderno y en el Museo de Ciencia de Boston, el cual tiene algunas de sus obras en su colección permanente. La conservadora del MoMA, Paola Antonelli, la llamó "una persona adelantada a su tiempo, no de su tiempo",
y Bruce Sterling dijo de su obra que era "desgarradoramente diferente de cualquier cosa antes".

## Primeros años y educación
Oxman nació y se crio en Haifa, Israel. Sus padres, Robert y Rivka Oxman, ambos arquitectos. Creció "entre la naturaleza y la cultura", pasando tiempo en el jardín de su abuela y en el estudio de arquitectura de su padre. En 1997, se mudó a Jerusalén para ir a la Escuela de Medicina Hadassah de la Universidad Hebrea. Después de dos años, se cambió a estudiar Arquitectura en el Technion, y luego en la Architectural Association School of Architecture de Londres, graduándose en 2004.
En 2005, se mudó a Boston para unirse al programa de Doctorado de Arquitectura en el MIT, bajo la supervisión de William J. Mitchell. Su tesis fue sobre el diseño sensible a los materiales. En 2010, se convirtió en Profesora asociada en el MIT.
Oxman estuvo previamente casada con el compositor argentino Osvaldo Golijov.

## Carrera
El trabajo de Oxman ha sido mostrado por todo el mundo, con piezas en colecciones permanentes en el Museo de Arte Moderno, el Museo Nacional de Diseño Cooper-Hewitt, el Centro Pompidou, el Museo de Artes Aplicadas de Viena, el Museo de Arte Moderno de San Francisco, el Museo de Bellas Artes y el Museo de Ciencias de Boston. También ha tenido exhibiciones en el Smithsonian, y el Beijing International Art Biennale.
Publicó artículos sobre diseño paramétrico y diseño contextual, y desarrolló técnicas de ingeniería específica para realizar aquellos diseños en varios materiales. En 2006, lanzó un proyecto de investigación interdisciplinario en el MIT llamado materialecology, para experimentar con el diseño generativo. Este proyecto y las colaboraciones relacionadas informaron su arte temprano. Ha promovido la idea de encontrar nuevas formas de comunicarse y colaborar en el diseño. En 2016, ayudó a lanzar el multidisciplinario abierto Journal of Design Science.
Ha aparecido en las portadas de las revistasFast Company, Wired UK, ICON, y Surface. Su trabajo se menciona como una inspiración por cambiar cómo los materiales y las estructuras son diseñados, y Andrew Bolton describió sus trabajos artísticos como "de otro mundo, definido por ni el tiempo ni el lugar".
Al convertirse en Profesora en 2010, Oxman fundó el grupo de investigación Mediated Matter en el MIT Media Lab. Allí, expandió sus colaboraciones a la biología, la medicina y los vestuarios.

### Filosofía de diseño
Oxman escribe sobre el mundo y el medio ambiente como organismos, cambiando regularmente y respondiendo al uso, lleno de degradados de color y propiedades físicas en lugar de límites definidos. Propuso desarrollar una ecología material con "productos holísticos, caracterizados por gradientes de propiedad y multifuncionalidad", en contraste con las líneas de montaje y "un mundo hecho de partes". En la interacción entre el diseño y los métodos de fabricación, dijo que "la suposición de que las piezas están hechas de materiales únicos y cumplen funciones predeterminadas está profundamente arraigada en el diseño ... [e] impuesta por la forma en que las cadenas de suministro industriales funcionan.”

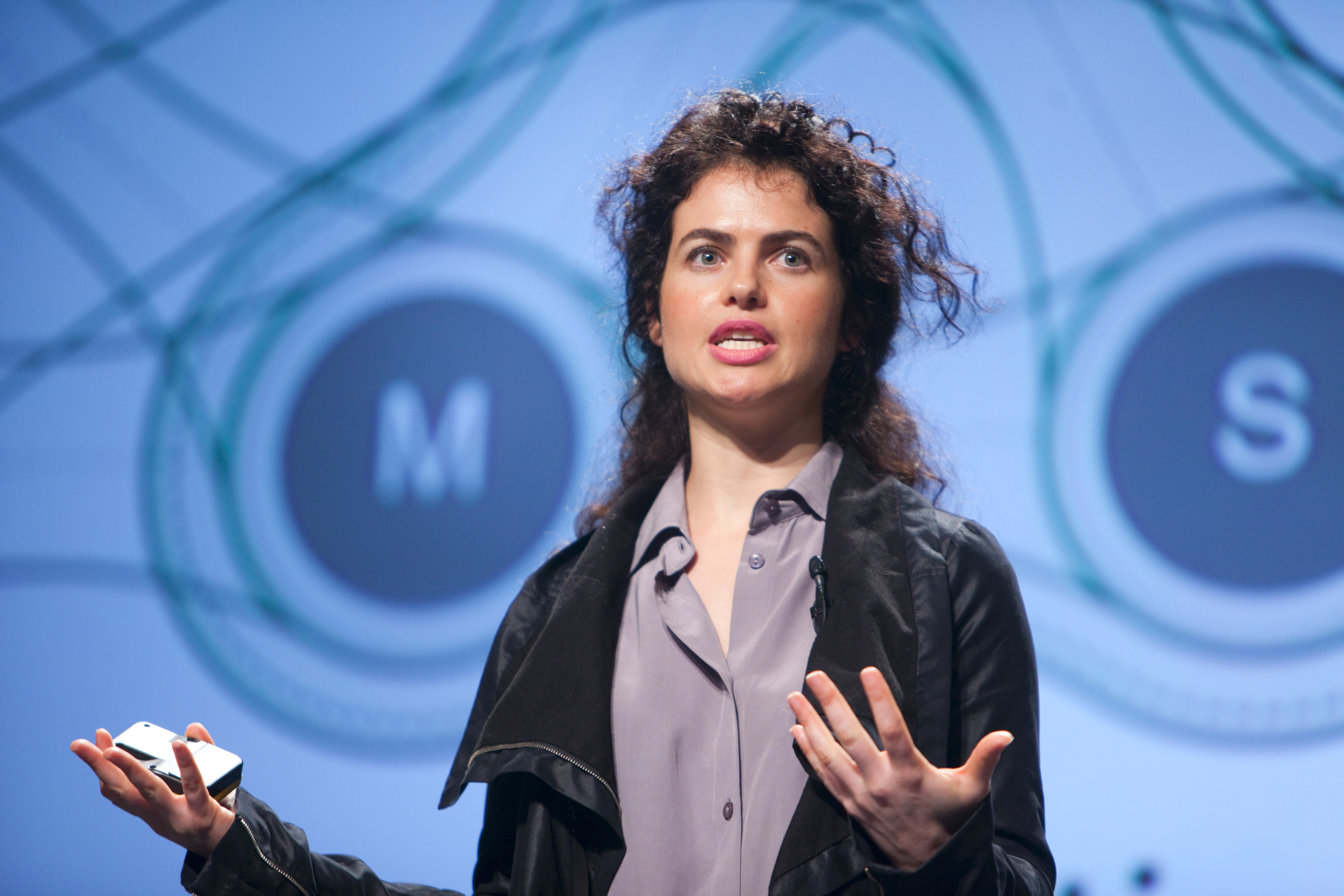
Oxman en Pop!Tech 2009

Describió su trabajo como perseguir "un cambio de consumir la naturaleza como un recurso geológico para editarlo como uno biológico." Esto lleva al uso de formas y texturas biológicas de escala múltiple para la inspiración, e incluye elementos vivos en los procesos de fabricación, como las bacterias brillantes en Mushtari y el uso de gusanos de seda para construir el Silk Pavilion.
Ha escrito que la ciencia, la ingeniería, el diseño y el arte deberían estar conectados más activamente, con la salida de cada disciplina que sirve como entrada para otra.
Oxman ha dado presentaciones en diseño digital e interdisciplinario, y sobre ir más allá de los elementos de diseños producidos en masa. Estas incluyeron una presentación sobre generación de formularios y diseño ambiental, citada por prototipos rápidos en otros campos, y una popular charla de TED sobre el diseño "en la intersección de la tecnología y la biología". Su conferencia de 2016 en el Instituto Estadounidense de Arquitectos propuso "un papel más profundo de la arquitectura en la sociedad", trabajando mano a mano con la ciencia y la ingeniería.
Oxman ha utilizado raycounting en su trabajo, una técnica que es lo contrario de la foto-escultura. En raycounting, una superficie plana se convierte en una altamente curvada a través de un diseño específico de parámetros de luz. Un algoritmo calcula la intensidad, la posición, y la dirección de una o de múltiples fuentes de luces localizadas en un ambiente dado y asigna valores de curvatura locales a la relación entre la geometría y el rendimiento de la luz. Luego, producido por estereolitografía, los tres objetos translúcidos de doble capa muestran bolsillos de resina donde estas superficies se cruzan.

## Mediated Matter
El grupo Mediated Matter usa diseño computacional, fabricación digital, ciencia de los materiales y biología sintética para explorar las posibilidades del diseño en estructuras grandes y pequeñas. Esto a veces implica tomar imágenes de una muestra biológica, desarrollar algoritmos para producir estructuras similares y desarrollar nuevos procesos de fabricación para obtener los resultados.
Los proyectos incluyen vestuarios utilizables inspirados por ambientes actuales y futuros,
diseños biodegradables y que funcionan con energía solar, nuevas técnicas artísticas, y superficies experimentales, paredes, revestimientos y elementos de carga. Algunos de estos, implicaban combinar trabajos de muchos campos.

### Fabricación orgánica y natural
Un gran números de los trabajos de Oxman han involucrado fabricación por animales o por procesos naturales.
El Silk Pavilion, una instalación diseñada en 2013, fue célebre por su método de fabricación así como por su forma final. Fue tejido por 6,500 gusanos de seda libres de obstáculos en una cúpula con marco de nailon. Los experimentos con los gusanos de seda identificaban cómo responderían a diferentes superficies, y lo que les estimularía para girar en una estructura existente en lugar de girar en un capullo. El marco de la gran cúpula poliédrica estaba holgadamente tejido por un brazo robótico con finos hilos de nailon, y suspendido en una habitación abierta. La cúpula se diseñó con huecos donde estaría más cálido. Los gusanos de seda fueron liberados en el marco en oleadas, donde ellos añadieron capas de seda antes de ser quitados. Esto involucraba la ingeniería, la sericultura, y el modelado del sol en la habitación. La instalación de arte resultante se colgó para que la gente pudiese estar de pie dentro de ella.
El Ocean Pavilion, una instalación de 2014, incluía una plataforma de fabricación basada en el agua donde las estructuras se construían de quitosano, una fibra orgánica soluble en el agua similar a la quitina.Los pilares de la estructura y las hojas largas y delicadas se hicieron variando cómo las fibras se depositaban. El resultado fue una combinación de estructuras duras y suaves, cambiando de sólido a cimbreño en la longitud de una rama u hoja, pero todo hecho del mismo material base.
El Synthetic Apiary, una instalación del tamaño de una habitación se construyó en 2015, estudiaba el comportamiento de las abejas en un ambiente enteramente interior, incluyendo cómo construían las colmenas dentro y alrededor de diferentes estructuras. Esto se desarrolló en colaboración con una empresa apícola, como una forma de probar posibles respuestas a la pérdida de colonias, y explorar cómo los nichos biológicos podrían integrarse explícitamente en los edificios.

### Desarrollos de impresión 3D
Mediated Matter trabajó extensamente con varias técnicas de impresión 3D, desarrollando sus propios métodos y colaborando con imprentas como Stratasys. Los proyectos han variado en escala desde recintos y muebles grandes, obras de arte y ropa, hasta biocompuestos, válvulas artificiales y ensamblaje de ADN. El grupo diseñó un prototipo de impresora con un brazo robótico que podía construir estructuras de casi dos metros y medio de alto (8 pies) alrededor de sí mismo en espacios exteriores, y una impresora de curado rápido que hace objetos independientes sin estructuras de soporte.
En 2012, Oxman imprimió su primer set de vestuario utilizable a tamaño humano, una colección titulada Imaginary Beings e inspirada por criaturas legendarias. Esto fue seguido por Anthozoa, un vestido desarrollado en colaboración con la diseñadora de moda Iris van Herpen y el ingeniero de materiales Craig Carter. Estos fueron algunos de los primeros ejemplos de impresión 3D de multicolor y multi-material en escala humana, usando una paleta brillante con control granular fino de color y textura. En 2015, diseñó la colección Wanderers con Christoph Bader y Dominik Kolb, inspirado por la exploración interplanetaria. Eso le valió el premio de Fast Company por la innovación del diseño. La más influyente de los Wanderers fue la pieza Living Mushtari, un modelo del tracto digestivo con líquido y una colonia de bacterias foto-sintéticas y E. Coli. Producir Mushtari requirió nuevos métodos de modelado para imprimir tubos largos y flexibles con varios grosores.
En 2016, ella produjo Rottlace, un set de máscaras de plumas, filamentosas y texturizadas impresas en 3D. Fueron hechas por la artista Björk, basado en un escaneo 3D de su cara. Björk llevó esto en la primera actuación en RV 360° del mundo. También comenzó a diseñar Vespers, una colección de 15 máscaras de la muerte. Descrita como "algo salido de Alien", cada máscara es un caparazón curvado del tamaño de una cara, dentro del cual se imprime un patrón detallado en nubes de color y sombras. Esto probó los límites de cómo pequeños vóxeles de color podrían estar dentro de un sólido impreso en 3D.
Oxman también ha estrenado nuevas herramientas y procesos de impresión. En 2015, diseñó Gemini, una gran chaise lounge, combinando una carcasa de madera fresada con una superficie impresa en 3D. Tanto el exterior del armazón como la textura de la superficie interior se diseñaron para producir un ambiente acústico relajante para alguien que se reclina en él. Gemini fue adquirido por el Museo de Arte Moderno de San Francisco.
También en 2015, un equipo de Mediated Matter desarrolló G3DP, la primera impresora 3D para cristal ópticamente transparente. En ese momento, las impresoras 3D sinterizadas podían imprimir con polvo de vidrio, pero los resultados eran frágiles y opacos. G3DP se diseñó en colaboración con el Glass Lab del MIT y el Wyss Institute, emulando los procesos de trabajo tradicionales del cristal. El vidrio fundido se vertió en corrientes finas y se enfrió en una cámara de recocido, produciendo precisión adecuada para el arte y los productos de consumo, y resistencia del vidrio adecuada para elementos arquitectónicos. El proceso permitió cerrar el control de color, transparencia, grosor y textura. El cambio de altura y velocidad de la boquilla produjo lazos uniformes, convirtiendo a la impresora en una "máquina de coser de vidrio fundido". Un set de recipientes de vidrio hechos con esta impresora se exhibieron en el Cooper-Hewitt y en otros museos, y una escultura de 3 metros de alto de luz y cristal impreso, YET, se diseñó para la Semana del Diseño de Milán de 2017.

## Publicaciones y ensayos
- 2016: ¿Qué pasa si nuestros edificios creciesen, en vez de ser construidos?[30]
- 2015: Ecología Material[53]
- 2014: Gemini: Fabricación de diseño digital multimaterial[54]
- 2011: Propiedad variable de prototipos rápidos[55]
- 2006: Tropisms: cálculo de los morfo-espacios teóricos de los sistemas de crecimiento ramificado[56]

Publicaciones en grupo
- 2016: Válvula micro-fluídica multi-material impresa en 3D[57]
- 2016: Conjunto de ADN en fluidos impresos en 3D[58]
- 2015: Fabricación basada en fluidos[59]
- 2015: Fabricación aditiva de vidrio ópticamente transparente[60]

## Obras expuestas
Los primeros proyectos de Oxman tomaron la forma de ejemplo de superficies, muebles u objetos que podrían usarse o exhibirse. La mayoría se exhibieron en museos. Sus trabajos más recientes incluyen instalaciones temporales e interactivas. Algunos, como Ocean Pavilion y G3DP, incluyeron un proceso de producción; otros, como Silk Pavilion y Synthetic Apiary, incluyeron observación biológica e investigación en la exhibición.

### Obras seleccionadas
- Cartesian Wax, Monocoque, Subterrain[61] (2007, Museo de Arte Moderno)[62]
- Raycounting, Penumbra (2007, MoMA)
- Fibonacci’s Mashrabiya (2009, 12, Centre Georges Pompidou)
- Beast: Prototipo de una Chaise Longue (2010, MoS)
- Carpal Skin[63] (2010, Museo de Ciencia de Boston)
- Silk Pavilion (2012), instalación
- Imaginary Beings (2012, Centro Pompidou)
  - 18 'wearables for demigods': Gravida, Pneuma, Remora

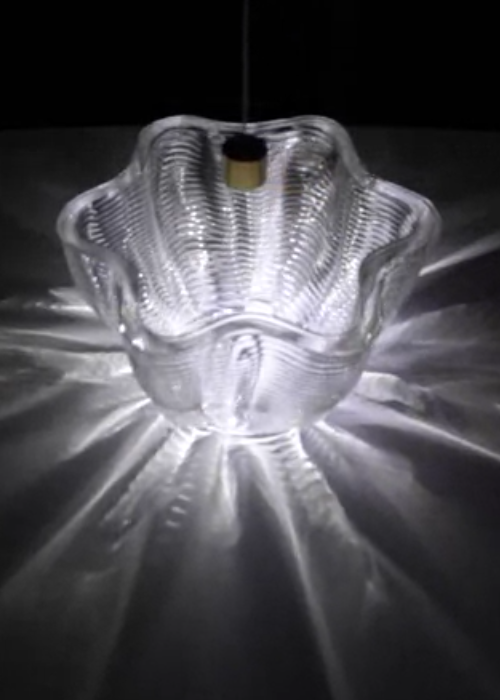
Cuenco G3DP

- Ocean Pavilion (2013), instalación
- Anthozoa (2013, Museo de Bellas Artes de Boston), vestido de alta costura
- Gemini (2015, Museo de Arte Moderno de San Francisco), chaise acústico
- Wanderers colección (2015):[64]
  - Otaared, Qamar, Zuhai
  - Living Mushtari
- G3DP (2015), impresora 3D & cristalería
- Synthetic Apiary (2015), instalación[65]
- Rottlace (2016, Björk), máscaras[6]
- Vespers (2016–2018), serie de máscaras de la muerte[42]

### Galería
Arte, superficies y muebles

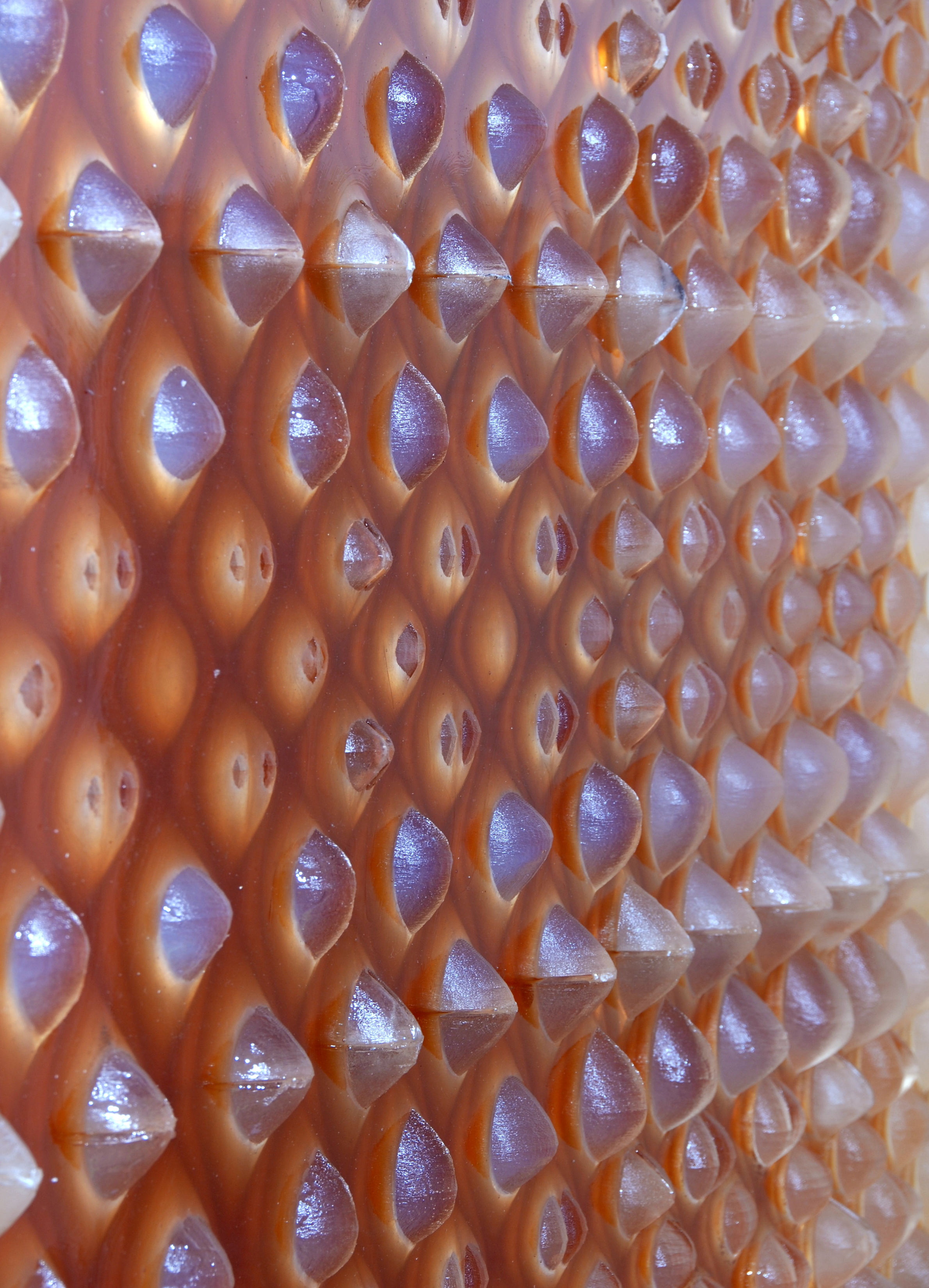
Superficie de cera cartesiana
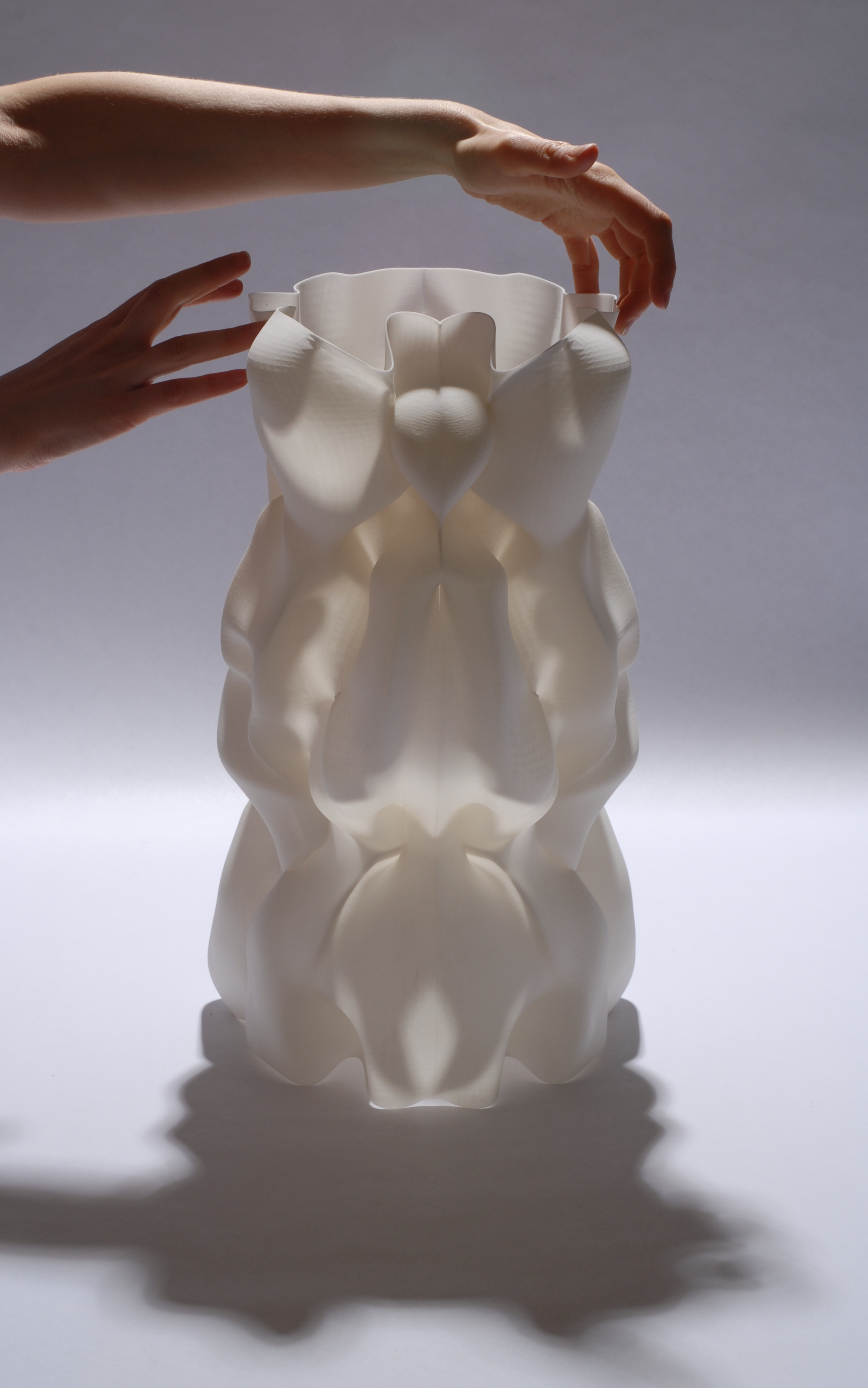
Raycounting, multiplicado iluminado
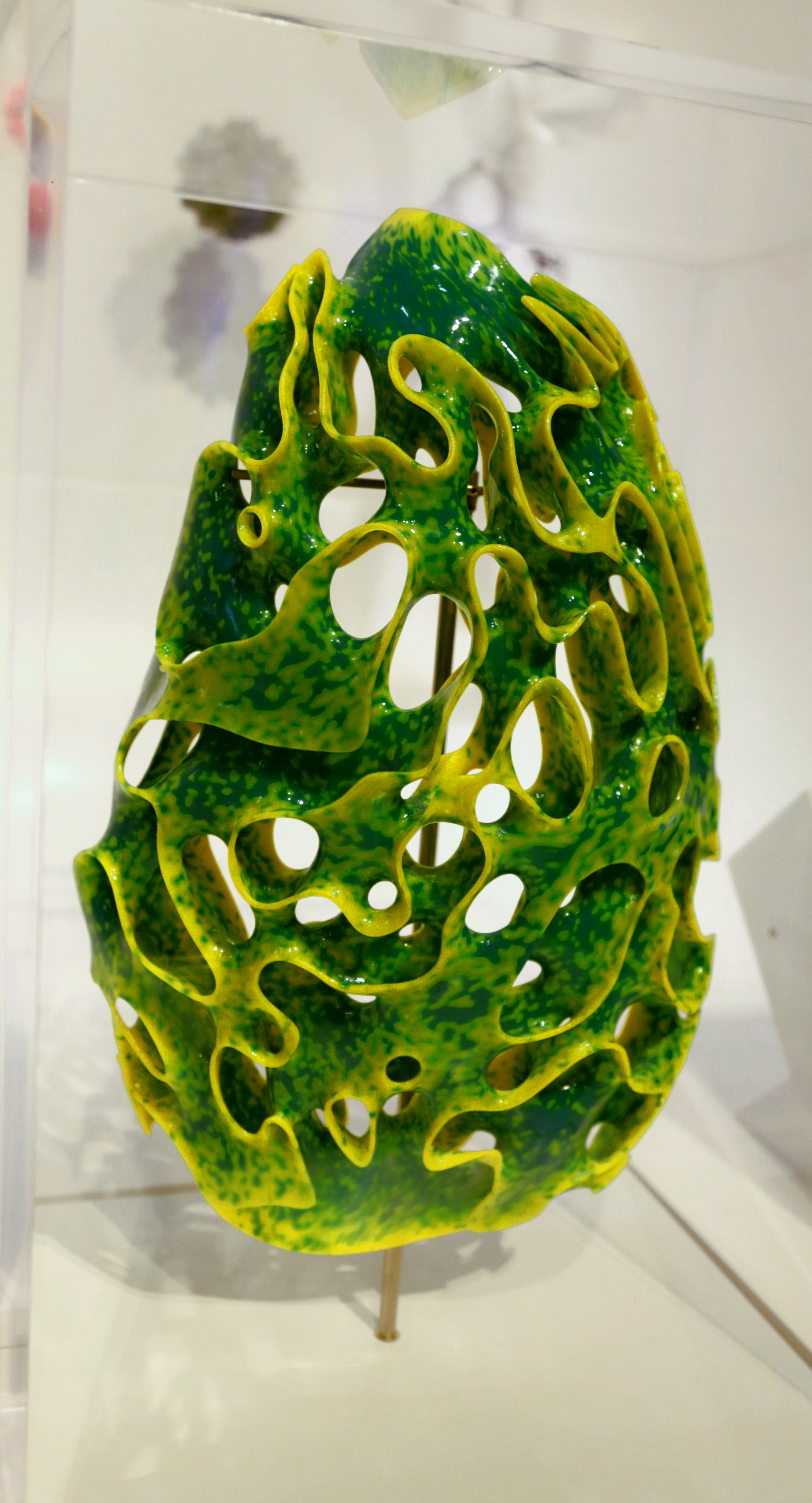
Pneuma 2
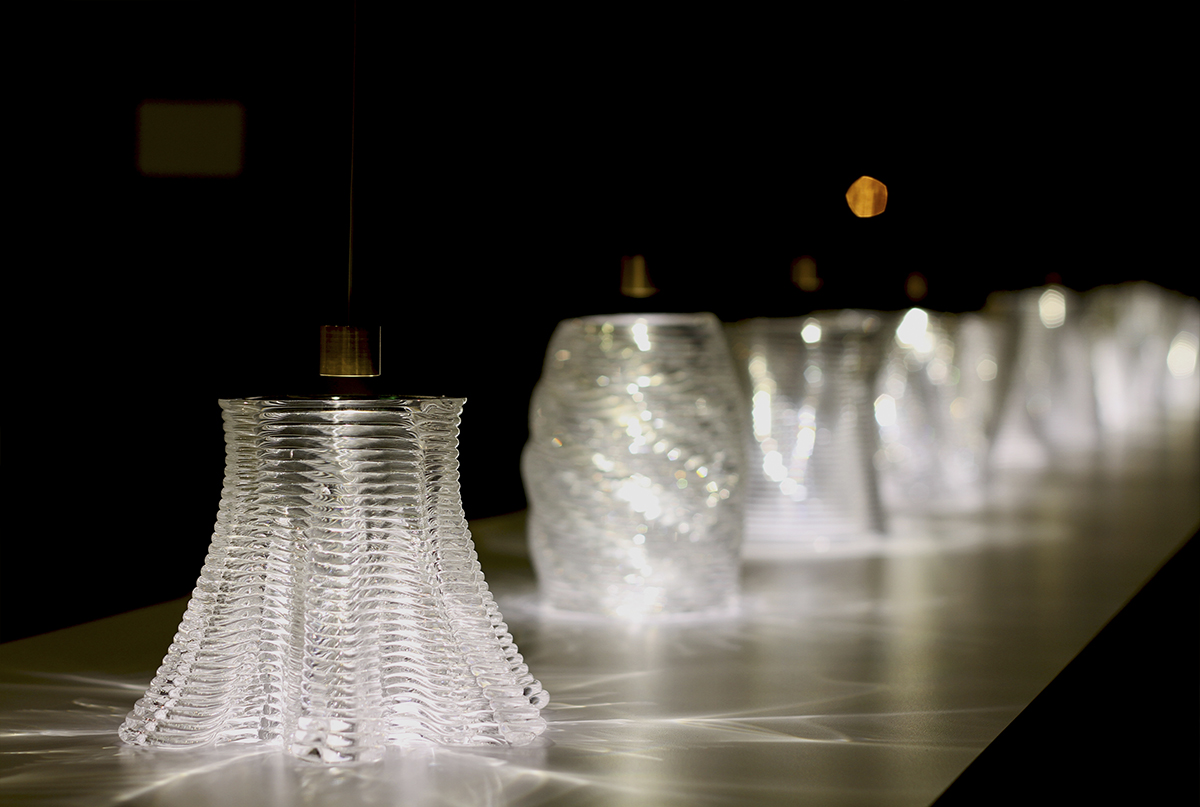
Cristalería impresa G3DP

Vestuario, máquinas, e instalaciones

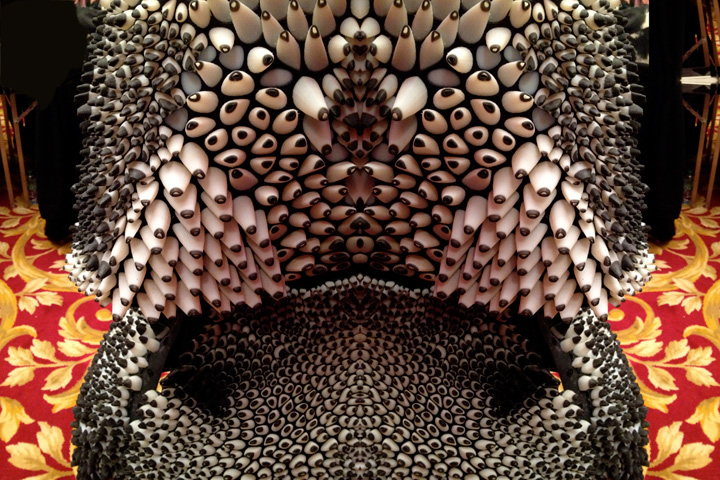
Vestido Anthozoa
- Proceso de impresión G3DP
- 2d gen G3DP
- Proceso Silk Pavilion
- Estudios Synthetic Apiary
- Corset viviente Mushtari
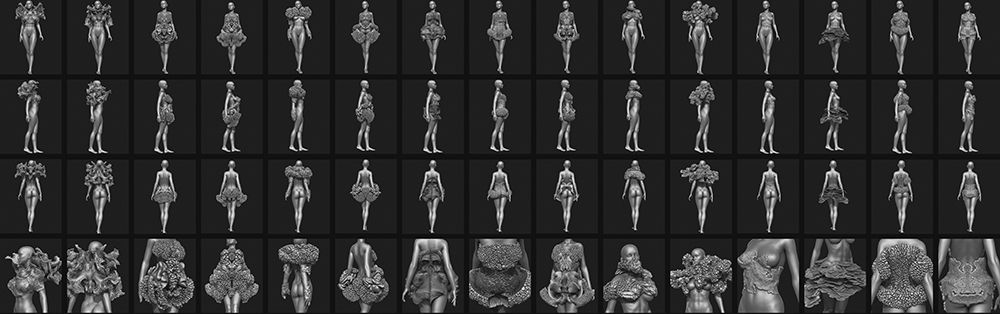
Familia de morfologías usada para Wanderers
- Máscaras de la muerte Vespers

### Exhibiciones seleccionadas
- Beijing International Art Biennale: 2006–2010
- Museo de Arte Moderno, Nueva York: 2007, 2010 (Action: Design over Time), 2015 (This Is for Everyone)
- Museo de Ciencia de Boston, Boston: 2012 (Neri Oxman: At the Frontier of Ecological Design[66])
- Cooper Hewitt, Smithsonian Design Museum: 2015 (Making Design), 2016 (Beauty)
- Centre Georges Pompidou, París: 2012 (Imaginary Beings exhibit, Multiversités Créatives[67])
- Museo de Ciencia, Londres: 2012 & 2013 (3D PRINT SHOW[68])
- Museo de Bellas Artes de Boston, Boston: 2013, 2016 (#techstyle: Production[69])
- Museo de Artes Aplicadas, Viena: 2014 (150 Years of the MAK[70])
- Galería Nacional de Victoria, Victoria: 2017 (NGV Triennial[71])

## Premios y reconocimiento
Oxman es miembro sénior en el Design Futures Council, y ganó el Vilcek Prize en Diseño en 2014.
En 2009, estuvo en la lista de ICON de los “20 Arquitectos Más Influyentes para Dar Forma a Nuestro Futuro.” En 2012, Shalom Life la clasificó en el número 1 de su lista de “las mujeres judías más talentosas, inteligentes, divertidas y guapas del mundo."
Otros de sus premios sonː
- Medalla Collier del MIT (2016)[74]
- Líder Cultural, Foro Económico Mundial (2016)[75]
- Premio Innovación por Diseño, de la revista Fast Company (2015), por Wanderers[76]
- Instituto Estadounidense de Arquitectos Mujeres en Diseño (2014)[77]
- Premio "Pride of America" de la Corporación Carnegie (2014)[78]
- Premio de la Fundación Vilcek, en Diseño (2014)[72]
- Socia sénior, Design Futures Council (2013)[79]
- Premio Earth por Futuro Diseño Crucial (2009)[80]
- Citación Carter Manny, Fundación Graham para los Estudios Avanzados en las Bellas Artes (2008)
- Premio Next Generation de la Fundación Holcim (2008), por la "investigación de microestructura para la construcción de máscaras"[81]